# Ctenostomatida
Ctenostomatida är en ordning av mossdjur. I den svenska databasen Dyntaxa används i stället namnet Ctenostomata. Ctenostomatida ingår i klassen Gymnolaemata, fylumet mossdjur och riket djur. I ordningen Ctenostomatida finns 297 arter. 
Ordningen Ctenostomatida indelas i:
- Aethozoontidae
- Aeverrilliidae
- Alcyonidiidae
- Arachnidiidae
- Bathyalozoontidae
- Benedeniporidae
- Buskiidae
- Clavoporidae
- Farrellidae
- Flustrellidridae
- Harmeriellidae
- Hislopiidae
- Huxleya
- Hypophorellidae
- Immergentiidae
- Labiostomellidae
- Mimosellidae
- Monobryozoontidae
- Nolellidae
- Pachyzoontidae
- Paludicellidae
- Panolicellidae
- Penetrantiidae
- Pherusellidae
- Pottsiellidae
- Protobenedenipora
- Pseudobathyalozoon
- Spathiporidae
- Terebriporidae
- Triticellidae
- Walkeriidae
- Vesiculariidae
- Victorellidae